# گورستان روته ون ۳
قبرستان روته ون ۳ مربوط به متاخر دوران‌های تاریخی پس از اسلام است و در شهرستان گیلانغرب، بخش مرکزی، دهستان چله، ۱۰۰ متری شرق روستای روته ون واقع شده و این اثر در تاریخ ۲۶ اسفند ۱۳۸۷ با شمارهٔ ثبت ۲۵۶۳۲ به‌عنوان یکی از آثار ملی ایران به ثبت رسیده است.